# سامسونج جالكسي جي 2 بريم
سامسونج جالسي جي 2 بريم هو هاتف أندرويد من إنتاج سامسونج للإلكترونيات. والذي صدر وتم الكشف عنه في نوفمبر 2016. وقد متقدمة 64 بت من فئة النظام على رقاقة (SoC) وله 1.5 غيغابايت من ذاكرة الوصول العشوائي.
لديه 8 ميجا بكسل بالكاميرا الخلفية مع فلاش LED, فتحة f/2.2، التركيز التلقائي و 5 ميغابكسل مع فتحة f/2.2 بالكاميرا الأمامية وهي أيضا مع فلاش LED.
أسماء أخرى هي Samsung Galaxy J2 Ace سامسونج جالاكسي جراند برايم زائد.

## المواصفات

### الأجهزة
الهاتف مدعوم من ميديا تيك MT6737T, 1.4 GHz Quad Core processor, Mali-T720MP2 GPU و1.5 جيجابايت من ذاكرة الوصول العشوائي مع 8 جيجابايت في سعة التخزين الداخلية و 2600 في البطارية. سامسونج غالاكسي J2 بريم مزود 5-inch PLS TFT في الشاشة.

### البرنامج
هذا الهاتف يأتي مع أندرويد مارش مالو 6.0.1. وهو يدعم 4G LTE dual SIM تمكين 4G. كما أنه يدعم سامسونج نوكس